# Bathocyroe paragaster
Bathocyroe paragaster är en kammanetart som först beskrevs av Ralph och Kaberry 1950.  Bathocyroe paragaster ingår i släktet Bathocyroe och familjen Bathocyroidae. Inga underarter finns listade i Catalogue of Life.